# Istobensk (race bovine)
L'istobensk (Истобенская порода) est une race bovine laitière originaire de Russie et plus précisément des environs d'Istobensk.

## Origine
Cette race laitière est apparue au cours du XIXe siècle dans le gouvernement de Viatka, alors que la demande des marchés des grandes villes (surtout ceux de Moscou et de Viatka) en produits laitiers augmentait, surtout à partir des années 1880. Elle est issue de croisements des vaches locales (dont la grande russe) améliorées avec la kholmogorsky, la brown swiss la iaroslavl et des races hollandaises. La région est alors privilégiée avec de grands pâturages le long de la Viatka et de la Moloma, son affluent.
En 1923, à la première exposition panrusse d'agriculture et d'artisanat qui se tient à Moscou, trois vaches et un taureau de cette race sont exposés. Ils reçoivent un diplôme officiel. Dix ans plus tard, un point de sélection est fixé dans l'oblast de Kirov (ancien gouvernement de Viatka), sous la direction du zoogénéticien I.K. Stoïlov. Cette race laitière reçoit son nom officiellement en 1943.

## Description
L'istobensk a tout de l'apparence d'une vache laitière de forme harmonieuse avec un côté anguleux et une musculature peu développée. Sa robe est noire, ou pie noire, rouge ou pie-rouge. La masse des vaches atteint 420-450 kg, voire 430-480 kg ; celle des taureaux 650-720 kg. Sa production laitière par an est de 2 400-3 000 litres avec un record de 8 366 litres. Sa matière grasse peut atteindre 4,1-4,2 %, parfois 5 %. On la trouve plutôt dans l'oblast de Kirov, son lieu d'origine.
Elle est fort résistante aux variations de température d'un climat continental.